# Dongjian, Heilongjiang
Dongjian (kinesiska: 东建, 东建乡) är en socken i Kina. Den ligger i provinsen Heilongjiang, i den nordöstra delen av landet, omkring 420 kilometer öster om provinshuvudstaden Harbin. Antalet invånare är 4 852. Befolkningen består av 2 400 kvinnor och 2 452 män. Barn under 15 år utgör 9,0 %, vuxna 15-64 år 77 %, och äldre över 65 år 13,0 %.
Genomsnittlig årsnederbörd är 855 millimeter. Den regnigaste månaden är juli, med i genomsnitt 188 mm nederbörd, och den torraste är januari, med 6 mm nederbörd.